# Rivière Echoing
La rivière Echoing est une rivière au Manitoba et en Ontario au Canada. Elle coule à partir de sa source dans le lac Echoing dans le district de Kenora dans le Nord-Ouest de l'Ontario jusqu'à son embouchure dans la rivière Gods dans le Nord du Manitoba qui se déverse dans la baie d'Hudson en passant par la rivière Hayes. La Première Nation de Shamattawa se situe à l'embouchure de la rivière Echoing.